# Witten
Pour les articles homonymes, voir Witten (homonymie).
Witten (en allemand : /ˈvɪtn̩/ ) est une ville d'Allemagne dans le Land de Rhénanie-du-Nord-Westphalie.
Elle est située dans la région de la Ruhr entre les villes de Bochum et de Dortmund, dans l'arrondissement d'Ennepe-Ruhr, au sud de la basse plaine du nord de l’Allemagne. À l'ouest, le lac artificiel Kemnader See relie Witten à la vallée de la Ruhr.
L'ancienne ville de Herbede y a été intégrée en 1975. Depuis 1984 Witten dispose d'une université privée (Universität Witten/Herdecke) qui accueille 1 200 étudiants.

## Galerie

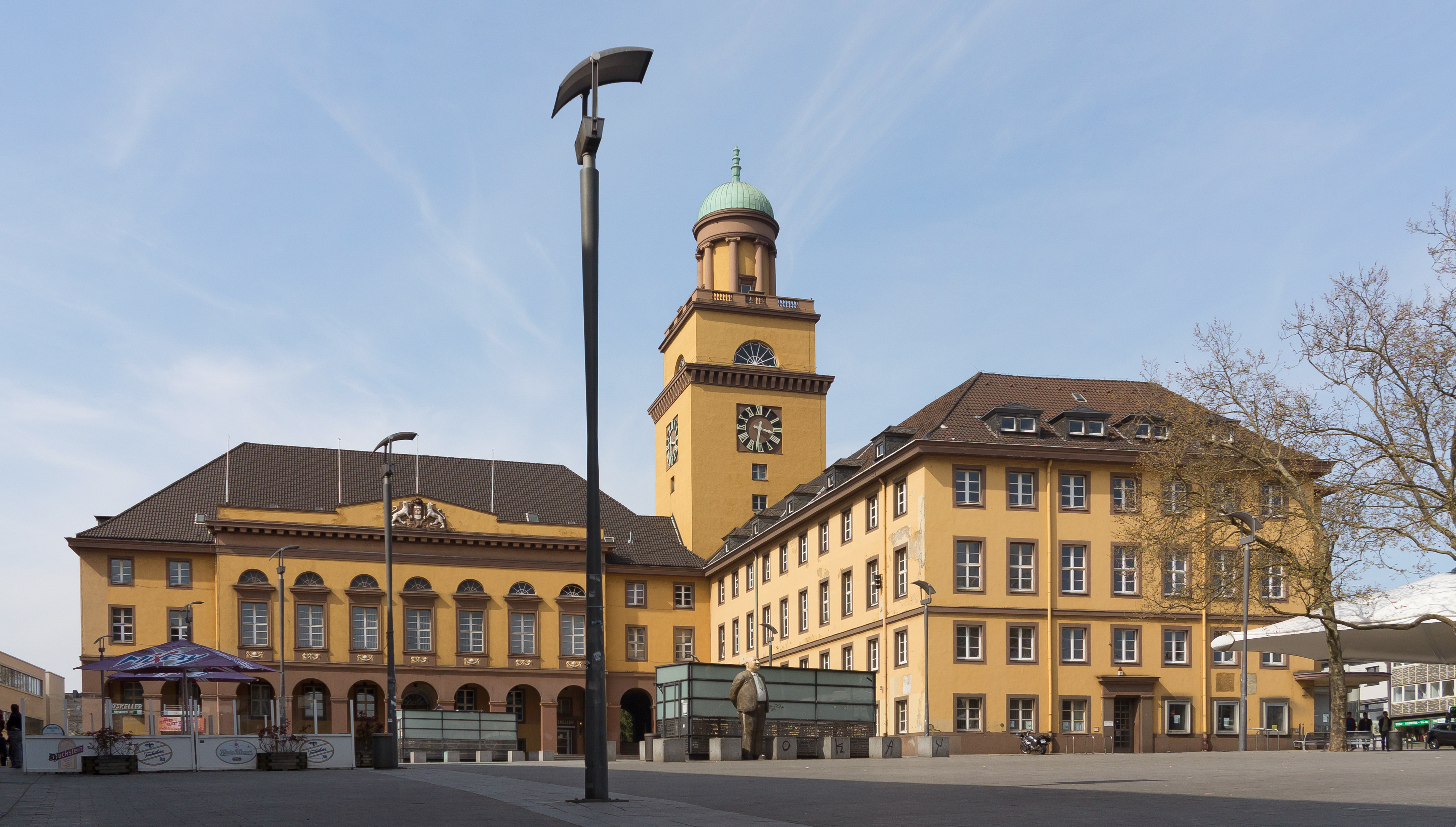
Witten, l'hôtel de ville
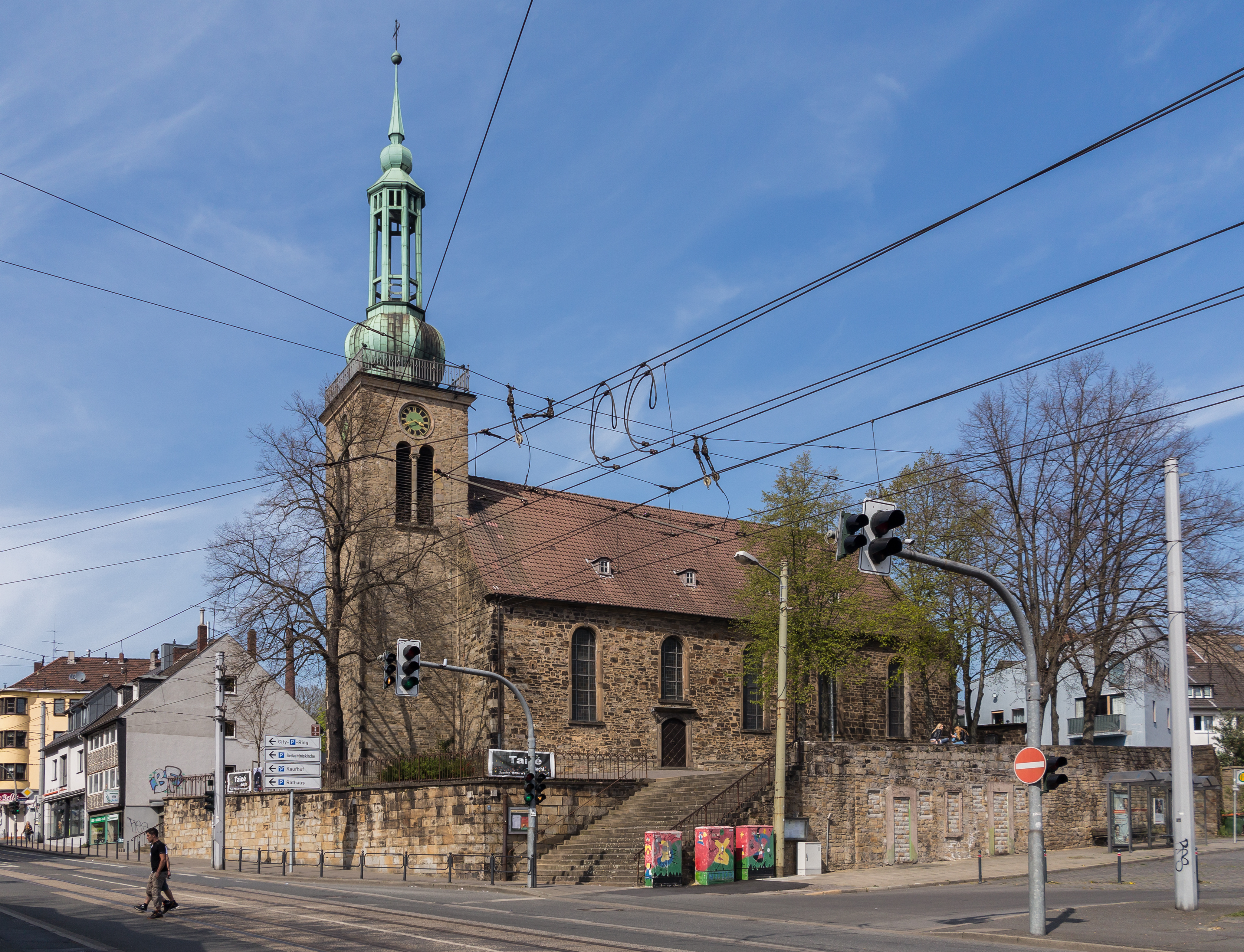
Witten, l'église: die Johanniskirche
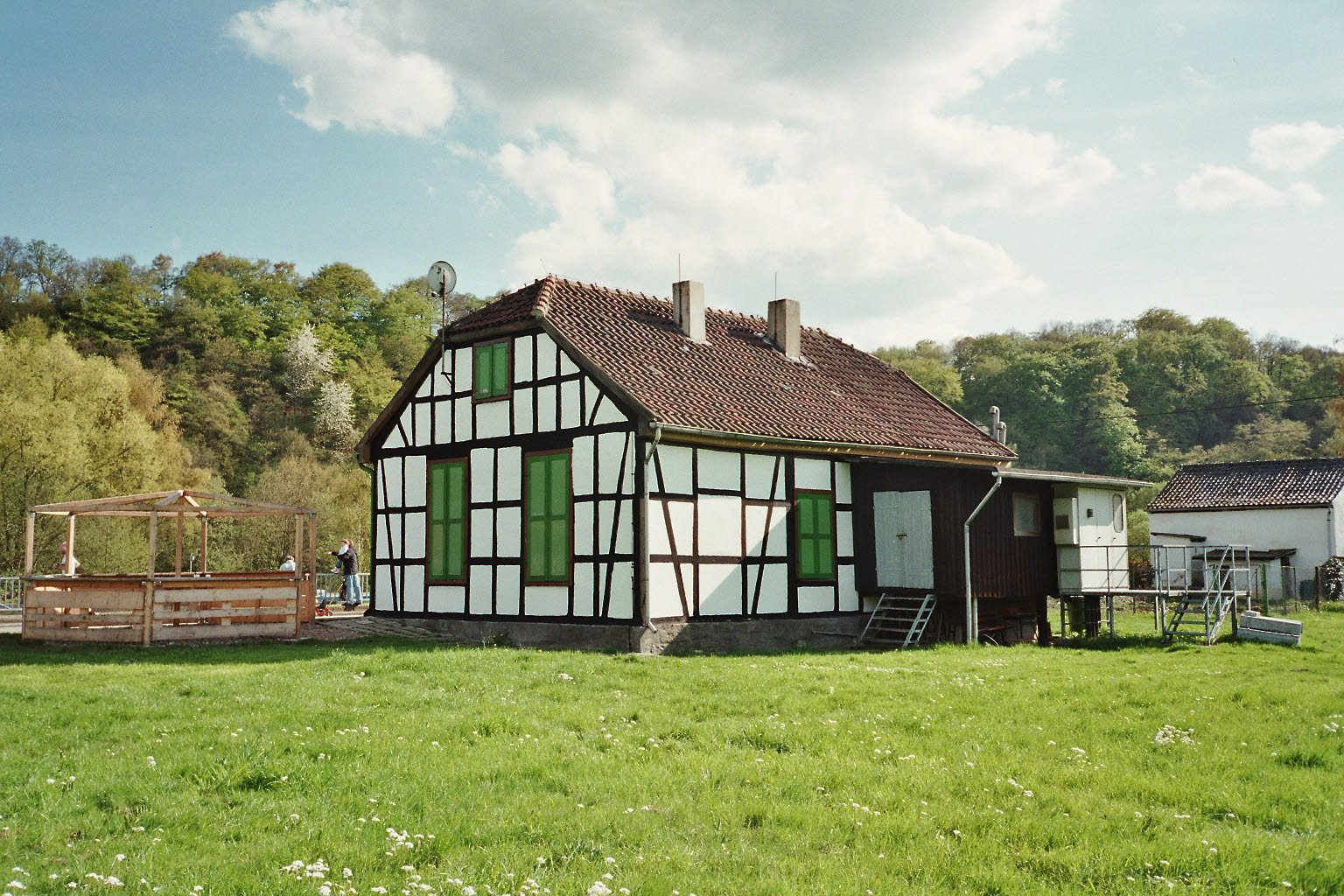
Witten, Maison de l'écluse
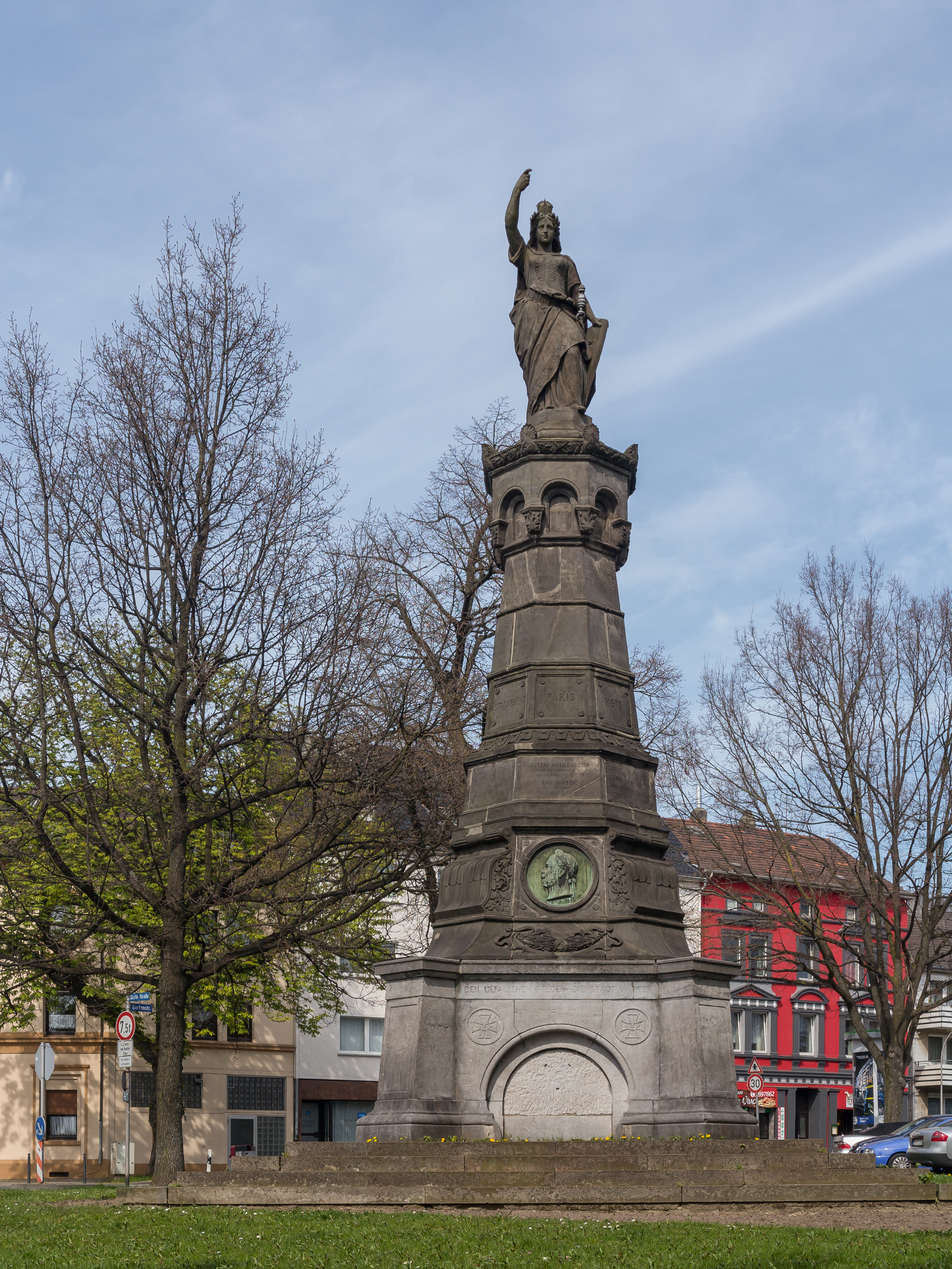
Witten, mounument aux morts
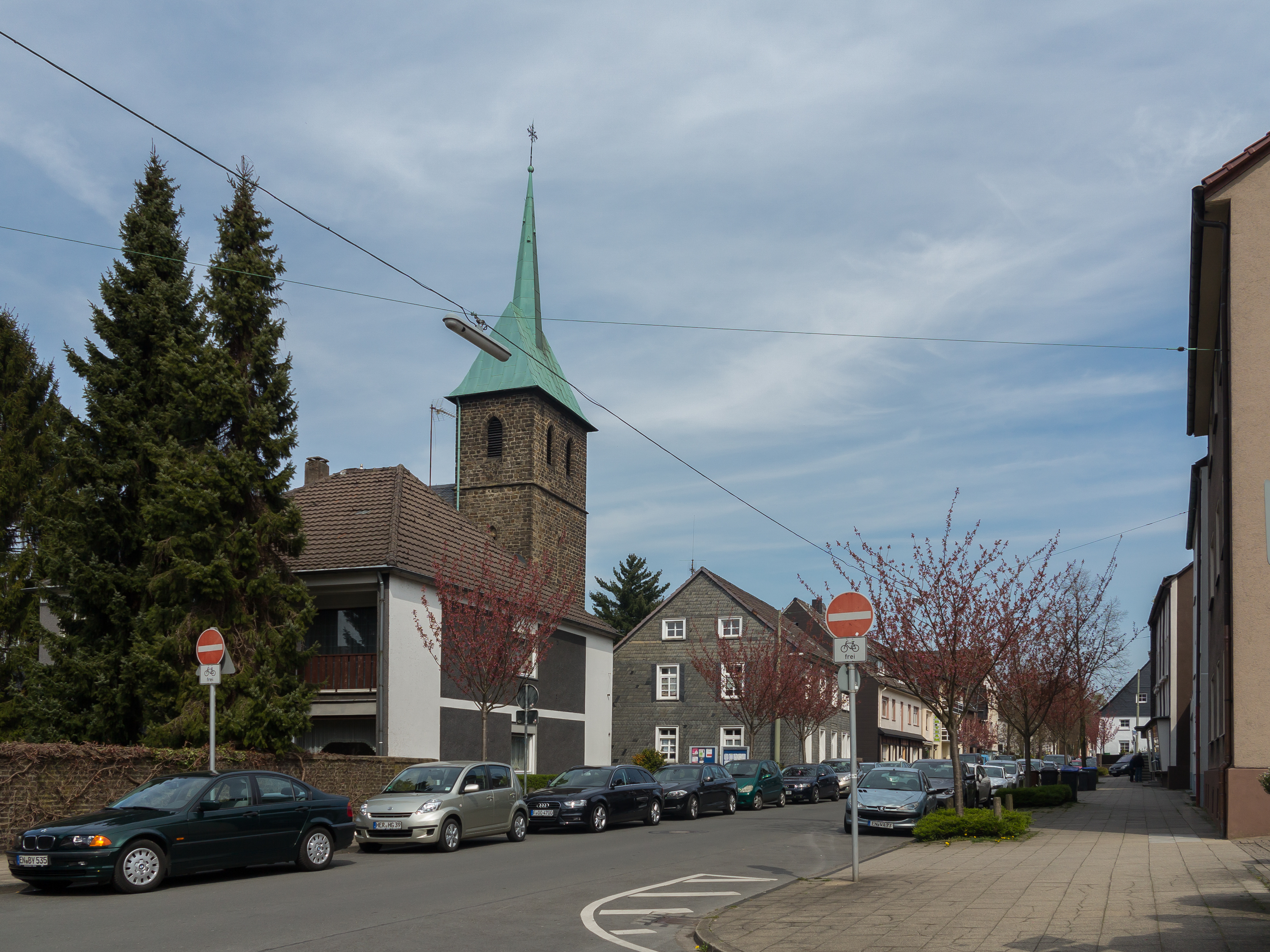
Herbede, l'église Sankt Peter und Paul
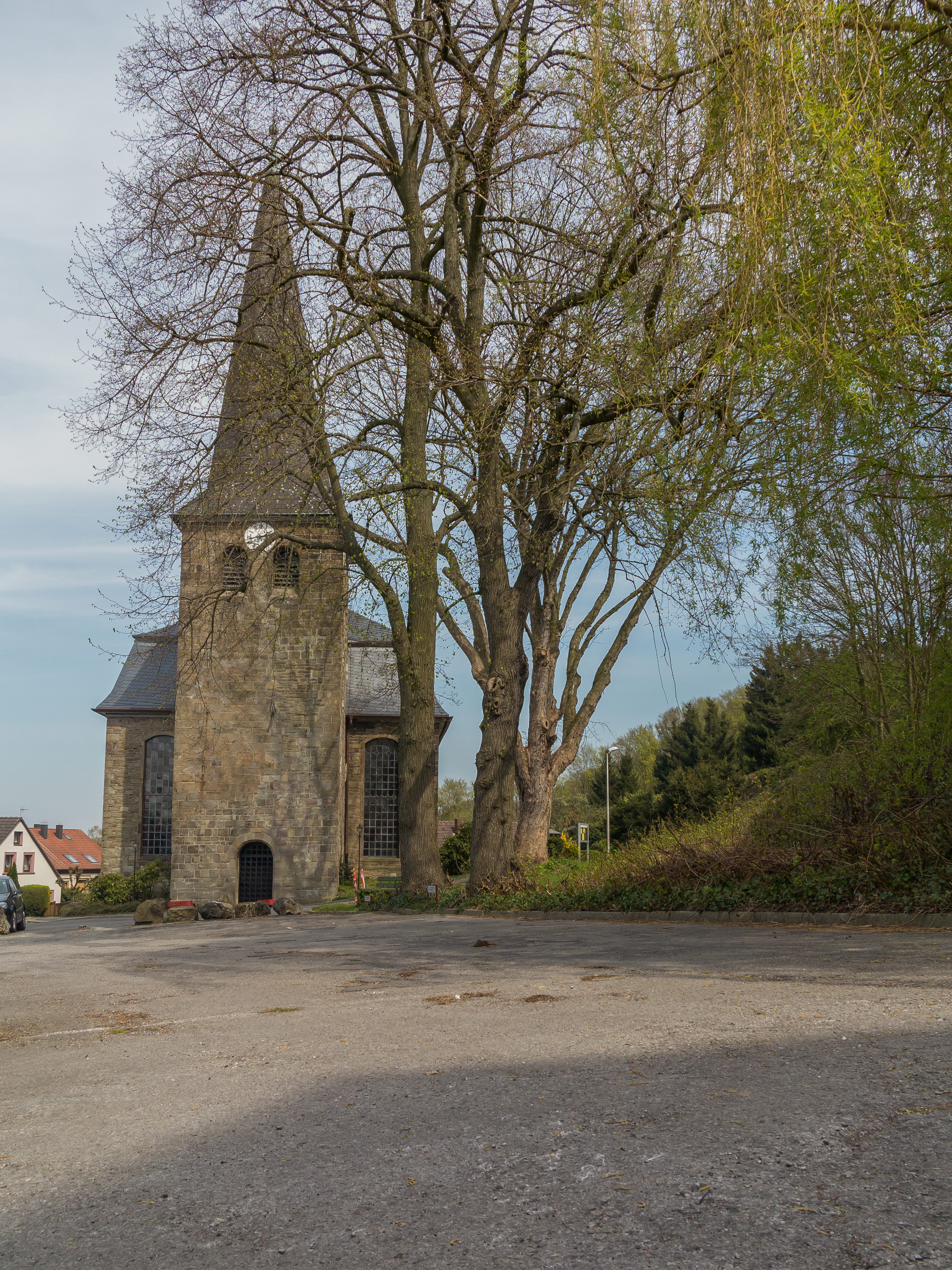
Herbede, l'église protestante

## Histoire
| Appartenances historiques Comté de La Marck 1505-1806 Grand-duché de Berg 1806-1813 Royaume de Prusse (Province de Westphalie) 1815-1918 République de Weimar 1918-1933 Reich allemand 1933-1945 Allemagne occupée 1945-1949 Allemagne 1949-présent |

## Transports
Witten possède une gare desservie par des trains régionaux qui circulent sur la ligne entre Wuppertal et Dortmund.

## Jumelage
- Beauvais (France) depuis 1975
- Borough londonien de Barking et Dagenham (Royaume-Uni) depuis 1979
- Mallnitz (Autriche) depuis 1979
- Lev HaSharon (Israël) depuis 1979
- Bitterfeld-Wolfen (Allemagne) depuis 1990
- Koursk (Russie) depuis 1990
- Tczew (Pologne) depuis 1990
- San Carlos (Nicaragua) depuis 1990
- Mekele (Éthiopie) depuis 2016

## Personnalité liée à la ville
- L'actrice Bea Fiedler est née à Witten en 1957.
- La céramiste Renate Fuhry est née en 1938 à Witten.
- La footballeuse Alexandra Popp est née en 1991 à Witten.